# マイク・ホアー
トーマス・マイケル・"マッド・マイク"・ホアー（Thomas Michael "Mad Mike" Hoare, 1919年3月17日 - 2020年2月2日）は、著名なアイルランド人傭兵。コンゴ動乱に参加したことや、セーシェルにおけるクーデターを指揮したことで知られる。

## 初期の経歴
1919年、イギリス領インドのコルカタにて生を受ける。両親ともアイルランド人だった。8歳の頃にロンドンの寄宿学校に入り、1938年に卒業。その後は国防義勇軍に志願し、下士官および士官としての教育を受けた後、新設の偵察連隊に配属された。第二次世界大戦中にはイギリス陸軍ロンドン・アイリッシュ・ライフルズ連隊の士官となり、極東方面で東南アジア地域連合軍 (SEAC) 総司令官ルイス・マウントバッテン提督の幕僚として勤務した。コヒマの戦いでは装甲車部隊を率いたという。ニューデリーの司令部で終戦を迎え、ロンドンに戻った後に少佐として英陸軍を退役した。
戦後の1945年にニューデリーで結婚し、3人の子供をもうけている。そして公認会計士としての研修を受け、1948年には正式に資格を得る。
その後会計の仕事は辞めて自動車に関する事業を営んでいた。やがて彼は南アフリカのナタール州ダーバンに移住し、冒険旅行を行いつつ、アフリカ各国で非正規雇用の兵士として活動した。1954年にはオートバイでケープタウンからカイロまでアフリカ横断旅行し、1959年にカラハリ砂漠とオカバンゴデルタにサファリ事業を立ち上げる。熱心なセーラー趣味をもつ彼はダーバンではヨットも所有していたが、その後バルト海の商人からシルビアと呼ばれる23メートルの船舶を購入することになった。そこで彼は家族と一緒に西地中海を3年間も航海し、旅行についての本を執筆。
1960年に離婚した後、1961年には航空会社の客室乗務員の女性と再婚し、2人の子供に恵まれる。

## コンゴ動乱
1960年、コンゴ共和国（レオポルドヴィル政府）の成立とカタンガ州の分離独立宣言を受け、いわゆるコンゴ動乱が勃発する。ホアーはカタンガ共和国側の白人傭兵部隊に参加し、大尉の階級で第4コマンド（4 Commando）の指揮を執った。1963年、モイーズ・チョンベ首相はスペインへと亡命し、カタンガ共和国は消滅した。その後もコンゴの情勢は安定せず、各地で反乱や暴動が頻発していた。1964年初頭にはシンバを自称する共産主義者の反乱勢力が蜂起し、首都レオポルドヴィルへの進軍を開始した。事態を収集するべく、レオポルドヴィル政府はチョンベを呼び戻し首相就任を要請した。同年7月、レオポルドヴィル政府はアメリカ合衆国およびベルギーの承諾を受け、傭兵部隊の創設に踏み切った。この際、ホアーは当局より対反乱作戦の為に傭兵1,000人を集めるようにと依頼されたのである。こうして第5コマンド (5 Commando) が創設された。副官はアリステアー・ウィックス少佐（Alistair Wicks）だった。部隊の愛称「ワイルド・ギース」（Wild Geese, 「灰色雁」）は17世紀のアイルランド人傭兵部隊ワイルド・ギースから取られたもので、部隊章の意匠は「空を飛ぶ雁」だった。
動乱の最中、ホアーと彼に率いられた傭兵団は、ベルギー軍空挺部隊、亡命キューバ人のパイロット、CIAに雇用された傭兵部隊と協力し、ドラゴン・ルージュ作戦に参加した。この作戦はスタンリービルから1,600名の民間人（主にヨーロッパ人や宣教師）を救出することが目的であった。救出までに人質の多くは非人間的扱いを受けていたため、この作戦で多くの人命を救ったホアーは　西側のマスコミで英雄として紹介され世界的な名声を得てから、後にコンゴ国民軍(ANC)の中佐となり、第5コマンド部隊も2個大隊に拡張された。
ホアは1964年7月から1965年11月まで5コマンドーを指揮し、1965年12月、第5コマンド隊長の職をジョン・ピータースに引き継いだ。除隊後彼はメディアに、第5コマンドーは推定で5,000から10,000人のシンバ人を殺害したほか、シンバ軍は軍事顧問としてキューバからの将校を迎えて戦闘の助言を受けており、そのうちの1人はアルゼンチン人の共産主義革命家エルネスト・チェ・ゲバラであったとし、これによりホアーは戦闘でゲバラを破った最初の人物であると主張した。
通称の「マッド・マイク」は、60年代のコンゴで放送されていた東ドイツのプロパガンダ放送に由来する。このラジオ放送では、彼を「血に飢えた狂犬、マイク・ホアー」（verrückten Bluthund Hoare）と称している。
アイルランド系南アフリカ人の作家、ブリー・オマラはホアーの姪である。彼女はアフリキヤ航空771便墜落事故で命を落とし、当時執筆中であった"傭兵"マイク・ホアーの活躍をモチーフとした作品群は未発表に終わった。伝記はホアーの息子であるクリス・ホアーが、『「マッドマイク」ホアー：伝説』（'Mad Mike' Hoare：The Legend）というタイトルで2021年に発表している。

## 映画『ワイルド・ギース』
1970年代中頃、ホアーは傭兵の戦いを描いた戦争映画『ワイルド・ギース』のアドバイザーとして雇われた。この映画はクーデターにより失脚したアフリカ某国の大統領を救出するべく傭兵部隊が雇われるというストーリーで、主人公アレン・フォークナー大佐はホアー自身をモデルとしている。また出演した俳優のうち、イアン・ユール（Ian Yule）はホアーの下で戦った本物の傭兵であった。さらに傭兵役俳優のうち4人はアフリカ生まれで、2人は捕虜となった経験もあり、ほとんどが十分な軍隊経験があった。

## セーシェル事件と有罪判決
1978年、南アフリカ共和国にてジェイムス・マンチャム元大統領を始めとするセーシェル人亡命者たちはフランス＝アルベール・ルネ大統領に対するクーデターを企画し、南アフリカ政府当局との秘密会談が行われた。
また、ディエゴガルシア島への米軍基地建設に関する問題でルネが激しい抵抗を示していた為、アメリカ政府内部でもこのクーデターへの支援を行う事が決定された。
南アフリカで一介の民間人として暮らしていたホアーはマンチャムからの連絡を受けるなり、南アフリカ軍特殊部隊旅団の隊員や元ローデシア軍人、及びコンゴで戦った傭兵達など53名の兵士を召集した。1981年11月、ホアーは呼び集めた中産階級の白人で傭兵団を編成する。彼らは1930年代の英国の上流階級社交クラブの名を取って "Ye Ancient Order of Froth-Blowers"（「フロスブロワー友好団体」、AOFB）と呼ばれた。
後にホアーが著した『The Seychelles Affair』によれば、傭兵団はラグビー団体を装い、手荷物の底にAK-47突撃銃を隠していたのだという。
我々はヨハネスブルクのビール愛好会だった。週に一度、ブルームフォンテーンにある皆の行きつけのパブで一緒に飲んだものだ。それからラグビーもやった。年に一度、愛好会の為の祝日を設けもした。そして、我々は特別チャーター便の料金を支払ったのだ。昨年、我々はモーリシャスに向かった。本物のAOFBでは、恵まれない子供の為にオモチャを集めて孤児院に配るなんて素晴らしい伝統がある……私は確かに、出来る限り大量のオモチャを荷物に押し込んだ。ラグビーのフットボールは理想的だった。これを押し込み、上げ底の隙間にはちょっとした特別な荷物を詰め込んだ。
しかし、セーシェル空港にてある税関職員がホアーの部下（当時17歳の少年だったと言われる）の手荷物を検査しようと試みたことにより、唐突に銃撃戦が始まった。周到に偽装されていたにもかかわらず、何らかの理由からAK-47を発見した税関職員は警報を鳴らして逃げ去ろうとしたのである。ホアーの部下は手荷物からAK-47を引っ張り出し弾を込めると、税関職員が建物の反対側に到達する前に射殺した。ホアーはクーデター計画の続行を決断し、傭兵団は兵舎の占領を狙い展開した。
銃撃戦は空港のど真ん中で起こったが、この最中にエア・インディアのジェット旅客機224便が滑走路に緊急着陸してフラップに損傷を受けている。ホアーはこれらの航空機や一般の乗客を傷つけることを良しとせず、銃撃を停止し治安当局との交渉に移った。数時間後、ホアーは作戦の失敗を認め、傭兵団はエア・インディア機をハイジャックして脱出する事になる。傭兵団が補充用の航空燃料を発見した後、エア・インディア機の機長は彼らの搭乗を許可した。
ホアーが機長に「何故銃火の中に着陸したのか」と訪ねると、機長は「銃撃戦に気づいた頃には既に着陸態勢に入っており、また巡航可能な高度に復帰して予定通りに飛行するには燃料が足りなかった」と答えた。またホアーは南アフリカに戻る前に銃火器を海へ投棄したいので扉を開けてくれと頼んだが、機長は「昔とは違うんだ」と笑い、高高度のジェット機の扉を開けることは不可能だと説明した。南アフリカに到着後、ホアーは部下たちとともに警察当局に逮捕された。
傭兵のうち4名はセーシェル空港に取り残され、反逆罪の咎で有罪判決を受けている。
1982年1月、国連安保理決議496に基づき、国際委員会でセーシェルにおけるクーデター未遂に関する調査と会議が行われた。ここで作成されて報告書では、武器弾薬の提供などを含め、南アフリカの軍当局が関与していたと結論付けられている。南アフリカとの外交問題を避けるべく、当初ハイジャック犯らは裁かれうる罪のうちもっとも軽微な誘拐罪で起訴されたが、国際社会の反発を受けてハイジャック罪に格上げされている。マイク・ホアーは航空機ハイジャックの罪で有罪判決を受け、懲役10年の刑を言い渡された。最終的に43人の容疑者のうち、42人が有罪判決を受けている。
ここで無罪となった1人は、アメリカ出身の元ベトナム復員兵であったという。彼は銃撃によって負傷しており、ハイジャックには関与していなかったとされる。傭兵らの多くは、3ヶ月後に釈放されている。
刑務所に居る間に、ホアー大佐はワイルド・ギースの名誉会員にその名を連ねたが、その後は傭兵としての依頼に恵まれる事は表向きには無かった。また公認会計士としてのホアーは、英国勅許会計士としてイングランド及びウェールズ勅許会計士協会（ICAEW）に所属していた。ホアーは会費を払い続けていたので逮捕後も会員であり続けたが、他の会員などからの抗議もあり1983年には投獄を理由にホアーを除名している。
ホアーは、クリスマス大統領恩赦で釈放されるまで、33か月もの間刑務所で過ごした。刑務所での間ホアーはシェイクスピアを暗記することによって自身を慰めていたという。

## その後
2019年3月17日、マイク・ホアーは100歳の誕生日を迎え、ダーバンにて催されたパーティには家族や友人など35名が集った。その中にはかつて「ワイルド・ギース」として共に戦った戦友6名も含まれていた。長寿の秘訣について尋ねられると、「笑いは最高の薬さ。もう少し真面目に言えば、2錠のアスピリンで治せないものは決して多くない、ということだ」、「絶対に医者に会いに行くべきじゃない。奴らは君の悪いところを見つけ出すだけだ」と答えている。また、100歳を迎えたことについては、「言うまでもなく、楽な人生じゃなかった。もうあまりよく覚えていないんだ。だが、幸いにも私を気にかけてくれる人々に囲まれているし、それは老いの苦しみという奴を忘れさせてくれる」と語った。
2020年2月2日、ダーバンの介護施設にて死去。100歳没。

## 著書
- Congo Mercenary, London: Hale (1967), ISBN 0-7090-4375-9; Boulder, CO: Paladin Press (reissue 2008, with new foreword), ISBN 978-1-58160-639-3
- ザ・ワイルド・ギース―最強の傭兵部隊  Congo Warriors, London: Hale (1991), ISBN 0-7090-4369-4
- The Road to Kalamata :  a Congo mercenary's personal memoir, Lexington, Mass.: Lexington Books  (1989), ISBN 0-669-20716-0; Boulder, CO: Paladin Press (reissue 2008, with new foreword), ISBN 978-1-58160-641-6
- The Seychelles Affair, Bantam, ISBN 0-593-01122-8
- Three Years with Sylvia, London: Hale, ISBN 0-7091-6194-8
- Mokoro — A Cry For Help! Durban North: Partners In Publishing (2007), ISBN 978-0-620-39365-2
- Mike Hoare′s Adventures in Africa Boulder, CO: Paladin Press (2010), ISBN 978-1-58160-732-1